# 特奧·梵谷 (商人)
特奥多鲁斯·“特奧”·梵高（荷蘭語：Theodorus "Theo" van Gogh，1857年5月1日—1891年1月25日），是成功的藝術品商人。他是文森·梵谷的弟弟，而西奧從不間斷的經濟資助，讓哥哥文森能將自己全力奉獻於繪畫。在哥哥文森37歲自殺的數月之後，33歲的西奧也隨之含恨而終。

## 生平
西奧多魯斯·梵谷於1857年5月1日出生於荷蘭南部北布拉班特省的津德爾特村莊。他是西奧多魯斯·梵谷與安娜·柯妮莉雅·卡本特斯之子。他的哥哥是知名畫家文森·梵谷（1853–1890）。
西奧在巴黎結識了安德烈·邦格與其妹喬安娜。1889年4月17日西奧與喬安娜在阿姆斯特丹結婚。其后，夫妻於巴黎定居。1890年1月31日，他們的兒子文森·威廉·梵谷出生。
1890年6月8日，西奧一家人拜訪住在瓦茲河畔歐韋的哥哥文森。同年7月，文森死於自殺的槍傷，時年37歲。
西奧·梵谷的曾孫也名為特奧·梵高，是一位電影導演，以對伊斯蘭教的爭議性評論具名。他於2004年遭謀殺，得年47歲。
西奧的人生中一直很欽佩他的哥哥文森·梵谷。然而，與他溝通卻是一件十分困難的事，即使是在文森追隨自己的藝術稟性之前亦是如此。西奧時常關心文森的心理狀態，他也是極少數理解文森的人。

### 事業
西奧曾說服他的雇主古皮爾畫商（Goupil & Cie）展覽與購買印象派畫家，如莫內與竇加等人的作品，這在某種程度上也幫助提高了印象派的聲望。

## 相關
在雲信·明尼里（Vincente Minnelli）1956年的梵谷傳記片《慾海浮生》中，西奧由占士·當奴（James Donald）飾演。